# Снеговик

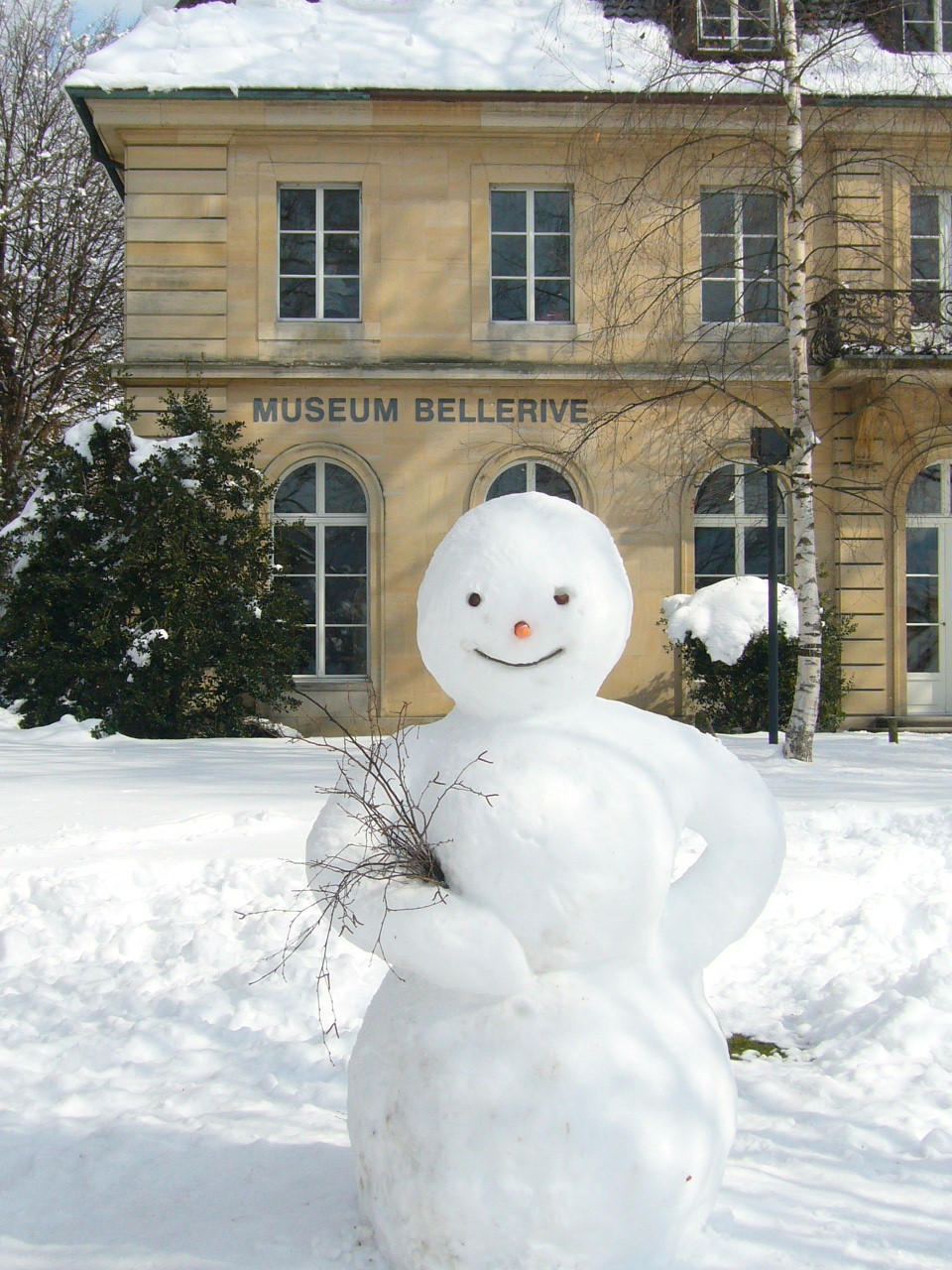
Снеговик.

Снегови́к (сне́жная ба́ба) — стилизованная снежная фигура человека, скульптура. 
Лепка снеговика — зимняя забава, зародившаяся в древние времена.

## История
Снеговики известны в течение очень долгого времени, хотя первые свидетельства о них относятся к XIV—XV векам. По мнению историков, снеговики появились в доисторические времена, поскольку с самого момента зарождения изобразительного искусства для него использовался любой доступный материал, а снег был доступен и легко обрабатывался.

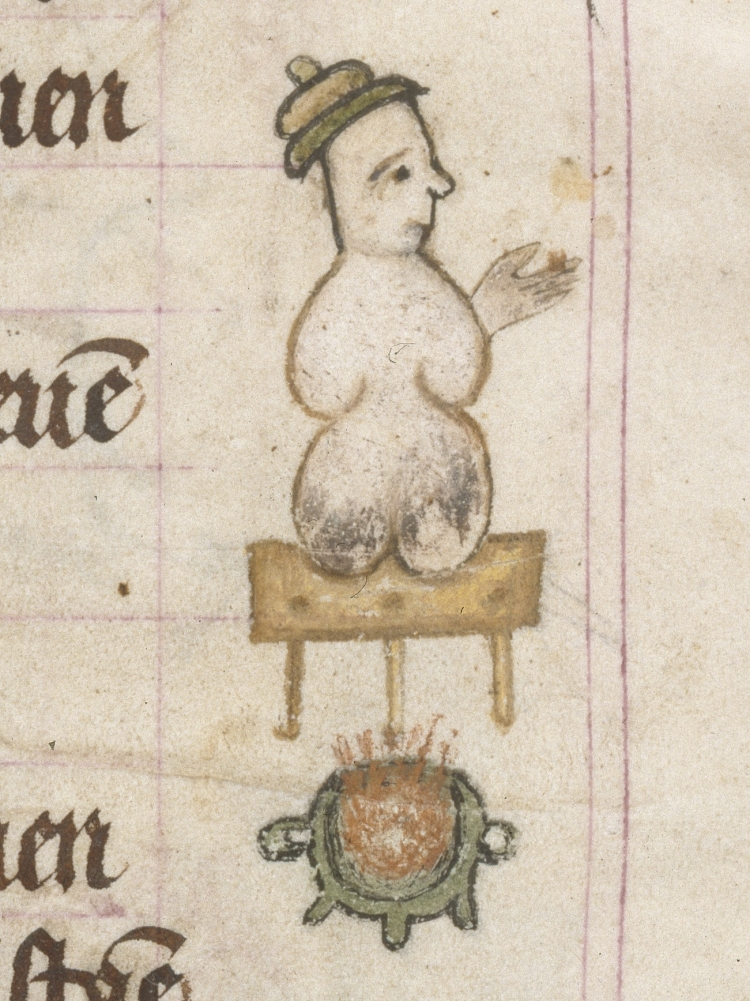
Изображение снеговика в книге 1380 года

Наиболее древнее изображение снеговика относится к концу XIV века, в Книге Часов (манускрипт KA 36, около 1380 года, с. 78v) на полях изображён снеговик, поджариваемый на огне. Экстайн считает, что странная шляпа на голове снеговика должна символизировать еврея, и относит изображение к проявлениям антисемитизма.
В Средневековье снеговики были весьма популярны, обычно представляя собой реалистичные скульптуры из снега. Экстайн отмечает отсутствие ранних письменных свидетельств, связывая это как с наступлением малого ледникового периода в XIV веке, так и с отсутствием газет до изобретения книгопечатания в XV веке. Самая ранняя запись о снеговике относится к 1408 году, когда флорентийский виноторговец Бартоломео дель Корацца (итал. Bartolomeo del Corazza) написал в своём дневнике о незабываемой снежной скульптуре высотой в две браккии (около 120 см).
Уже к 1434 году в Аррасе создавалось множество изящных снеговиков, изображавших христианские и исторические персонажи (семь отроков Эфесских, Жанна д’Арк — прошедшая через город за три года до этого), фривольные фигуры мужчин и женщин. Брюссель повторил шедевры Арраса в 1457 году, провёл фестиваль скульптур в 1481 году, но истинной вершиной средневекового создания снеговиков в Западной Европе стал 1511 год, когда Брюссель испытывал отрицательные температуры в течение шести недель подряд, начиная с 1 января. На улицах Брюсселя в ходе импровизированного фестиваля, известного как «чудо 1511 года», появилось более 110 скульптур, сгруппированных в 50 сцен с политическим, скатологическим или порнографическим оттенком, в том числе и ставший впоследствии знаменитым «писающий мальчик».

## Конструкция

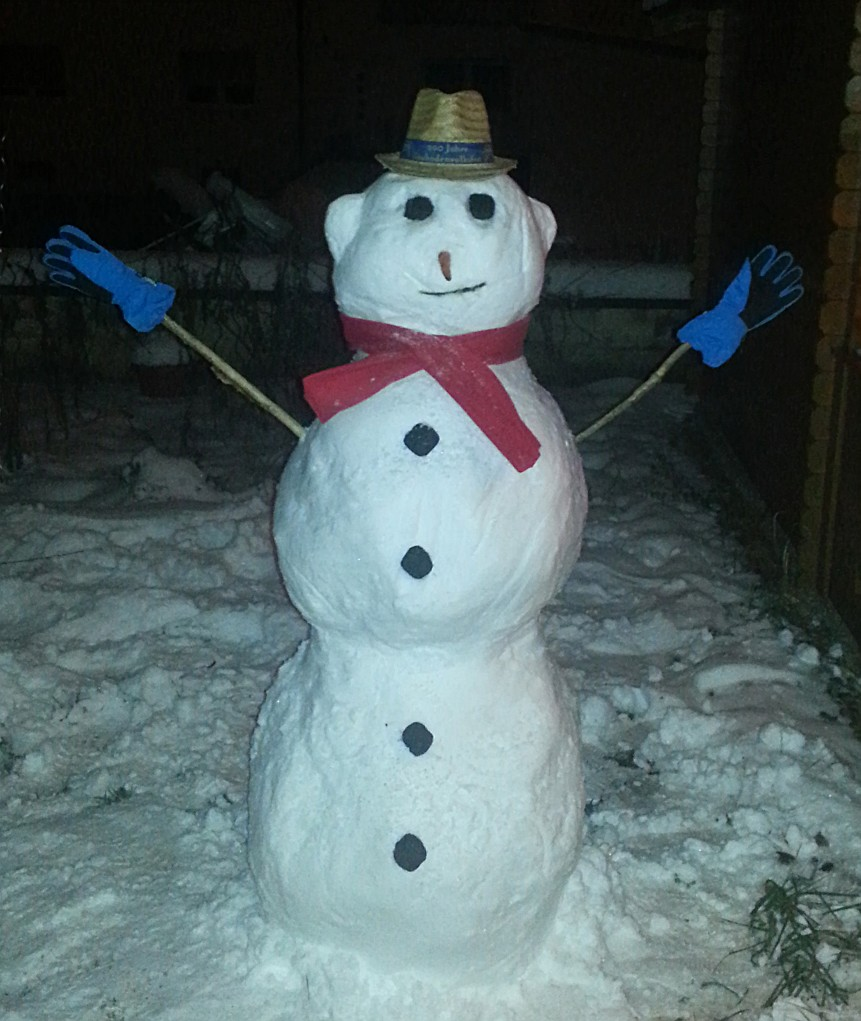
Снеговик в Германии

Классический снеговик состоит из трёх снежных шаров (комов), получаемых путём лепки снежков и накатывания на них лежащего снега. Самый большой ком становится брюшком снеговика, поменьше — грудью, а самый маленький — головой. Реализации остальных частей тела могут варьироваться, однако есть каноническое представление о снеговике. Реальные снеговики могут не соответствовать ему, но оно распространено в сказках и мультфильмах.
Руки снеговика могут быть представлены двумя ветками, но иногда делаются символические руки из двух небольших комков снега. В «руки» снеговику часто даётся лопата или метла, которую втыкают в снег рядом с фигурой. Иногда снеговик снабжается двумя ступнями из снежных комков, как бы выглядывающими из-под полы его шубы. Канон требует, чтобы нос снеговика был сделан из моркови (морковь хорошо сохранялась до зимы в старорусских крестьянских хозяйствах), но в реальности современных условий чаще используются более доступные подручные материалы (камушки, палочки, угольки), которыми обозначаются и другие черты лица. Альтернативой моркови также может служить еловая шишка. На голову снеговику иногда надевают ведёрко.
В течение всего Средневековья типичный снеговик представлял собой реалистическую скульптуру из снега.
В XXI веке в качестве праздничных декораций вместо скатанных из снега используют покупных надувных снеговиков. Магазины также продают готовые наборы (шляпы, пуговицы, имитации угля и морковки), и снеговики начинают выглядеть похожими один на другой.
Образ снеговика используется также в дизайне и в качестве сувенирной продукции. В качестве элемента декора снеговика делают из бумаги, ткани, или ниток.

## В культуре

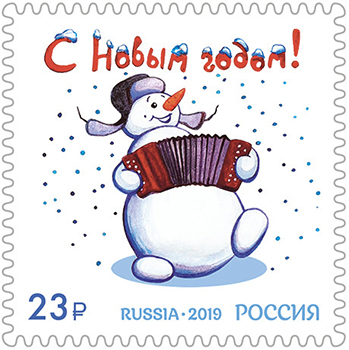
Снеговик на новогодней почтовой марке России 2019 года

По крайней мере два известных скульптора приобрели известность своими (реалистическими) снеговиками: Ларкин Мид, карьера которого началась со «Снежного ангела», и Александр Фальгьер, который 8 декабря 1870 года, будучи солдатом во время франко-прусской войны, создал статую «Сопротивление» (фр. La Resistance) как часть «Музея снега на бастионе 84» (в 17 роте 19 батальона служили многие другие художники и скульпторы).
Снеговик активно используется в рекламе. В отличие от других зимних персонажей, он удобен тем, что не вызывает религиозных ассоциаций (хотя в 2015 году один из имамов в Саудовской Аравии выпустил фетву, запрещающую мусульманам делать снеговиков) и потому расширяет демографический охват рекламы. Его белизна позволяет рекламировать массу товаров, напоминающих снег: соль, муку, сахар, зубную пасту и т. п.. Снеговик вызывает чувство новизны, чистоты, свежести — и позволяет продавать не только средства для стирки и личной гигиены, но даже сигареты (ведь он выдыхает «свежий воздух»). Фигура снеговика ассоциируется с такими марками, как англ. Snoboy и Michelin.
Наибольшую популярность в англоязычном мире приобрёл снеговик Фрости — сначала в одноимённой песне в 1949 году, затем в фильме «Приключения Снеговика Фрости», в десятках книг и короткометражек.
Образ снеговика оказался популярен в кино, от явных успехов, вроде «Снеговика» Р. Бриггса и выдвинутого в 1965 году на Оскар англ. Help! My Snowman's Burning Down до провального «Джек Фрост» (которого не смог спасти даже Майкл Китон). «Приключения Снеговика Фрости» получили четыре продолжения. Фрости, создатели графического образа которого вдохновлялись творениями П. Кокера, карикатуриста журнала «Мэд», породил современную унифицированную фигуру снеговика, знакомую жителям Западной Европы и Америки по магазинам подарков и карикатурам.
Снеговик превратился в китч и, хотя «праздники и китч отлично уживаются», стал мишенью для творцов от контркультуры (Роберт Крамб ещё в 1975-х нарисовал карикатуры о снеговике-террористе) и борцов за политическую корректность: историк искусства П. Кьюзек (англ. Patricia Cusack) объявила снеговиков «округлыми пережитками вакханалий … это белые жирные мужчины, фаллические символы … воздвигаемые возле дома, пока женщина надрывается внутри».
В русских новогодних сказках и мультфильмах часто выступает в качестве спутника Деда Мороза.
В Юникоде снеговик имеет символ: U+2603.(☃)

## Снеговики-рекордсмены
Один из самых больших снеговиков скатали в феврале 1999 года в городе Бетел, штат Мэн. Его назвали «Энгус, Король Горы» в честь Энгуса Кинга, бывшего тогда губернатором Мэна. Снеговик был 35 метров высотой и более 4 000 тонн весом.
В 2008 году там же сделали снеговика ещё крупнее: высотой 37 метров и весом 6 000 тонн. Назвали занесённую в книгу Гиннесса снежную бабу в честь Олимпии Сноу, сенатора от штата Мэн.
В преддверии Рождества 2010 года английский учёный Дэвид Кокс (David Cox), член Квантового отделения Национальной физической лаборатории Лондона, совместно с коллегами создал символ снеговика из двух горошин сплава олова размером 0,01 мм. Нос снеговика сделан из платины, диаметр его составляет всего 0,001 мм. Лицо и улыбка снеговика были вырезаны с помощью сфокусированного ионного пучка.
В 2013 году при поддержке Департамента культуры города Москвы на территории Лианозовского парка был создан самый высокий снеговик в России, официально зафиксированная высота 9 метров 40 сантиметров. 21 декабря он был занесён в книгу рекордов России.

## Фестивали

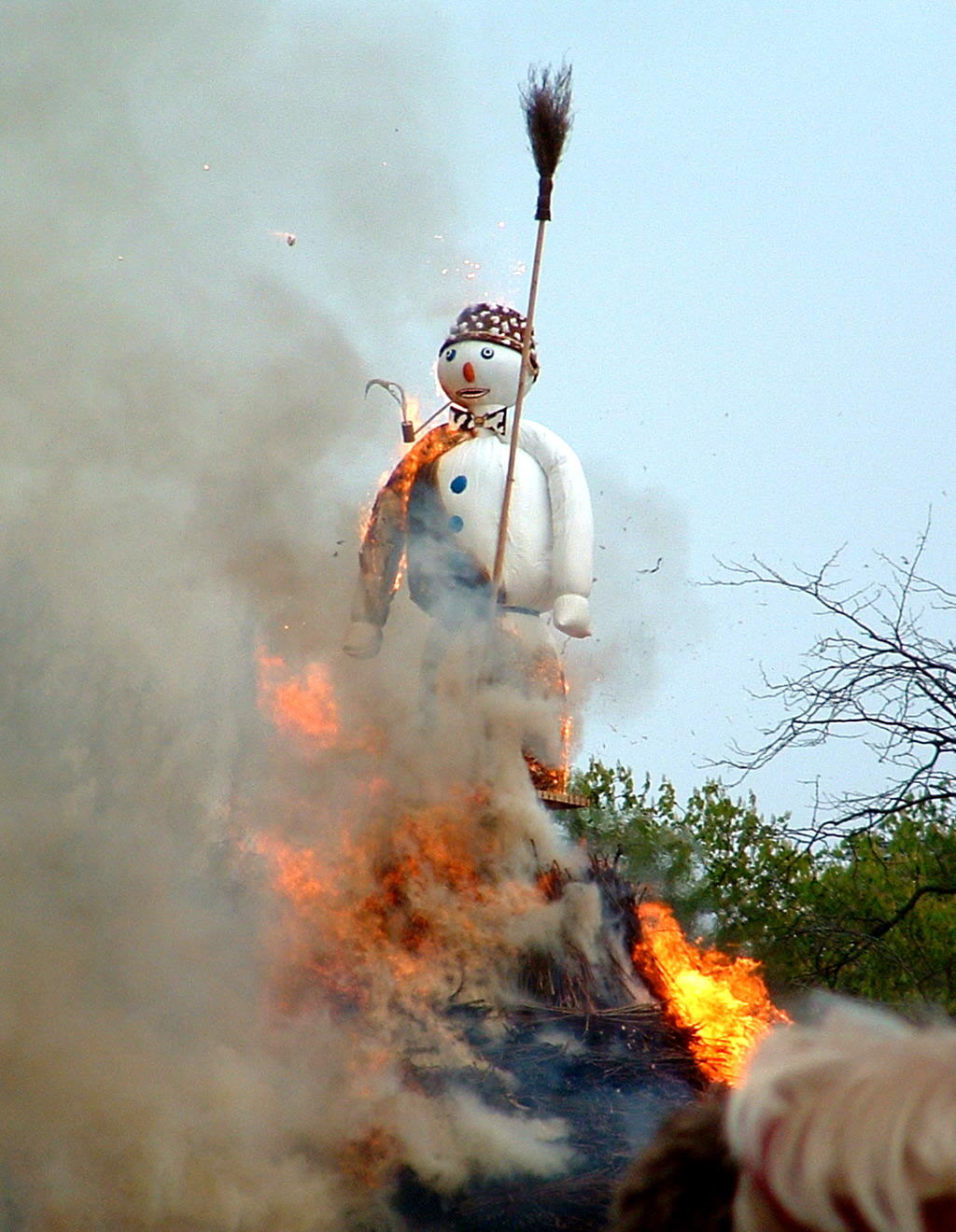
Шестизвонье

В мире ежегодно происходят сотни фестивалей, связанных со снеговиками, от турнира по гольфу в Пенсильвании, который заканчивается расстрелом гольфовыми мячиками снежной бабы на льду озера Валленпаупак до грандиозных праздников в Харбине и Саппоро.
В России наиболее известен проходящий с 2000 года в Новосибирске Сибирский фестиваль снежной скульптуры.
Необычно заканчивается жизнь снежной бабы во время Шестизвонья в Цюрихе: нашпигованного взрывчаткой снеговика (сделанного из ваты) помещают в костёр. По поверью, чем быстрее он взорвётся, тем жарче будет лето.
С 2010 года Слёт Снеговиков (латыш. Sniegavīru saiets) проходит каждую зиму в городе Добеле (Латвия). В течение декабря-января в скверах и парках этого города поселяется несколько десятков снеговиков, многие из которых уже имеют имена — Музыкант, Забавный лыжник, Семья со снежными малышами. Парад Снеговиков стал настолько популярен, что фигура Снеговиков стала появляться на многих сувенирах Добеле.

## В мифологии
Предполагается, что на Руси снеговики почитались как духи зимы, и что к ним возносили просьбу о помощи, милосердии и уменьшении длительности холодов. Возможно, поэтому в «руки» снеговику давалась метла — чтобы он мог взлететь в небо. Не исключено, что на Руси некогда верили, что воздух населён небесными девицами, повелевавшими туманами, облаками, снегами, и поэтому в их честь устраивались торжественные ритуалы, включая лепку снежных баб. Скорее всего, снеговик (снежная баба) представляет собой амбивалентную фигуру в архетипической структуре мифа. Глубокий сравнительный анализ славянских преданий и верований в связи с мифологическими сказаниями других народов А. Н. Афанасьева предполагает, что снеговик — это сотворённая человеком из снега небесная нимфа, которая упала мёртвой на землю в результате мифического боя между богами грома (молний, стужи) и туч. Растаяв весной, небесная нимфа оживала, возносясь паром в небо, и могла снова приносить дожди на землю, которые требовались для всхода урожая. Потому люди и лепили снеговиков зимой, надеясь на хороший урожай к осени.